# Punaauia
Punaauia é uma comuna da Polinésia Francesa, nas Ilhas de Barlavento, arquipélago da Sociedade. Estende-se por uma área de 76 km², com 25 441 habitantes, segundo os censos de 2002, com uma densidade de 335 hab/km².